# Татауров Починок
Татауров Починок — деревня в Сокольском районе Вологодской области на реке Наремка.
Входит в состав Пельшемского сельского поселения, с точки зрения административно-территориального деления — в Пельшемский сельсовет.
Расстояние по автодороге до районного центра Сокола — 45 км, до центра муниципального образования Марковского — 10 км. Ближайшие населённые пункты — Дикое, Березов Починок, Верхняя Сторона.
По переписи 2002 года население — 2 человека.